# Brian Hargrove
David Brian Hargrove, född 2 april 1956 i Tarboro, North Carolina, är en amerikansk manusförfattare och regissör.
Produktioner som Hargrove varit involverad i är bland annat Caroline in the City, Wanda at Large och Titus.
Hargrove är sedan 24 oktober 2008 gift med skådespelaren David Hyde Pierce.

## Fotnoter
1. ↑  Internet Broadway Database, Internet Broadway Database person-ID: 498637, läst: 9 oktober 2017.[källa från Wikidata]